# Сельское поселение Онуфриевское
Се́льское поселе́ние Онуфриевское — упразднённое муниципальное образование (сельское поселение) в Истринском муниципальном районе Московской области. Административный центр — село Онуфриево. Включало 11 населённых пунктов — 1 село и 10 деревень.
Законом Московской области от 22 февраля 2017 года № 21/2017-ОЗ, 11 марта 2017 года все муниципальные образования Истринского муниципального района — городские поселения Дедовск, Истра и Снегири, сельские поселения Бужаровское, Букарёвское, Ермолинское, Ивановское, Костровское, Лучинское, Новопетровское, Обушковское, Онуфриевское, Павло-Слободское и Ядроминское — были преобразованы, путём их объединения, в городской округ Истра.

## Население
| 2006  | 2007  | 2008  | 2009  | 2010  | 2011  |
| ----- | ----- | ----- | ----- | ----- | ----- |
| 1023  | ↘1013 | ↘1004 | ↘997  | ↗1138 | →1138 |
| 2012  | 2013  | 2014  | 2015  | 2016  | 2017  |
| →1138 | ↘1128 | ↗1142 | ↘1129 | ↘1118 | ↘1108 |

## География
Поселение расположено на юго-западе Истринского района, западнее города Истры, на левом берегу реки Малая Истра, граничит на юге с Одинцовским и на юго-западе с Рузским районами на севере и востоке — с Ядроминским и Костровским сельскими поселениями. Занимает площадь 61,92 км².

## Состав поселения
| Вид     | Наименование | Население, чел. (2010) |
| ------- | ------------ | ---------------------- |
| деревня | Алексеевка   | 10                     |
| деревня | Бочкино      | 7                      |
| деревня | Горнево      | 9                      |
| деревня | Житянино     | 1                      |
| деревня | Загорье      | 29                     |
| деревня | Карасино     | 46                     |
| деревня | Огарково     | 3                      |
| село    | Онуфриево    | 1022                   |
| деревня | Ремянники    | 3                      |
| деревня | Ульево       | 6                      |
| деревня | Шейно        | 2                      |